# Rytmisk Musikkonservatorium
Rytmisk Musikkonservatorium (informellt Rytmekons eller RMC) är en Köpenhamnsk utbildningsinstitution under Kulturministeriet. Konservatoriet grundades 1986 på Frederiksberg, men är sedan 1996 placerat på den tidigare Flådestation Holmens område tillsammans med Statens Teaterskole, Den Danske Filmskole ogch Kunstakademiets Arkitektskole. 
RMC är ensamt i Danmark om att utbilda musiker och musiklärare enbart inom jazz och afroamerikansk musiktradition.